# Scooby-Doo et WWE : La Malédiction du pilote fantôme
Série
Lego Scooby-Doo : Le Fantôme d'Hollywood
(2016) Scooby-Doo : Le Clash des Sammys
(2017)
Pour plus de détails, voir Fiche technique et Distribution.
Scooby-Doo et WWE : La Malédiction du pilote fantôme (Scooby-Doo! and WWE: Curse of the Speed Demon) est un film d'animation américain réalisé par Tim Divar, sorti en 2016.
Le film met en scène une course automobile réunissant les plus grands conducteurs ainsi que les catcheurs de la WWE. Elle est la cible d'un fantôme qui se fait appeler Inferno. Ce dernier fait tout son possible pour saboter cet évènement exceptionnel. Fred, Vera, Daphne, Sammy et Scooby-Doo vont devoir s'allier à The Undertaker, Triple H, Paige et Sheamus pour mettre fin au règne de terreur d'Inferno.
Il s'agit du 27e long métrage de la franchise Scooby-Doo, détenue par Warner Bros. et le deuxième en collaboration avec la WWE Studios. Il fait suite à Scooby-Doo et la Folie du catch, également réalisé par Vietti. Il a été diffusé le 3 novembre 2017 sur France 4.

## Synopsis
Après avoir aidé la WWE à résoudre le mystère de l'ours fantôme dans Scooby-Doo et la Folie du catch, la bande est vue lors de la dernière aventure de la WWE, The Muscle Moto X Off Road Challenge, une course tout-terrain pour les superstars de la WWE, avec un gros prix en espèces. Scooby-Doo et Sammy sont là-bas en train de travailler dans un food truck. De nombreuses superstars de la WWE participent à la course, y compris la fille du président de la WWE Vince McMahon, Stephanie McMahon, et son mari Triple H. Scooby et Sammy sont ravis d'apprendre que The Undertaker va participer à la course.
Soudain, un pilote démoniaque nommé Inferno apparaît dans une grande course pour saboter la course. Sammy et Scooby tentent de s'enfuir avec la nourriture de leur camion, mais avant qu'ils ne le puissent, M. McMahon engage la bande de Scooby-Doo pour résoudre le mystère. M. McMahon veut que Stephanie se retire de la course, mais elle refuse. Après avoir appris qu'ils ont tous les deux des pères riches, Daphné se lie d'amitié avec Stephanie, ce qui fait que Véra se sent très exclue. Undertaker est déçu que son partenaire, Dusty Rhodes, ait été blessé pendant la course et recrute Sammy et Scooby pour être ses nouveaux partenaires sous leurs noms "Skinny Man" et "Dead Meat", ce qu'ils acceptent à contrecœur au début. Cependant, comme la voiture de l'Undertaker a également été détruite lors de l'attaque d'Inferno, Fred modifie le food truck de Sammy et Scooby pour qu'ils puissent faire la course avec cette voiture à la place et le surnomme "The Scoobinator".
Pendant la première course, Inferno attaque à nouveau les coureurs et Véra, Daphné et Fred remarquent que M. McMahon est introuvable. Cette nuit-là, Scooby et Sammy sont poursuivis par Inferno mais sauvés par The Miz. Le lendemain matin, Inferno attaque à nouveau et Scooby, Sammyy et The Undertaker manquent de se noyer lorsque le Scoobinator atterrit dans l'eau. Heureusement, le trio parvient à s'échapper. Cette nuit-là, Daphné dit à Velma que même si elle a aimé passer du temps avec Stephanie, Véra sera toujours sa meilleure amie. Le lendemain, Fred modifie la Mystery Machine pour que Scooby, Sammy et Undertaker puissent la piloter lors de la course finale. Cette fois, lui, Daphné et Véra les rejoignent tous les trois dans la voiture. Effectivement, Inferno attaque une fois de plus et s'en prend au gang. Cependant, les autres stars de la WWE de la course se liguent contre Inferno et attaquent sa voiture avec la leur. Inferno combat l'entrepreneur de pompes funèbres qui gagne et le démasque ensuite. Ils découvrent qu'il utilise la technologie radio pour conduire sa voiture, ils ont donc fabriqué une télécommande qui perturberait son signal et son contrôle sur le véhicule démoniaque.
Après une confrontation pleine d'action, Inferno est vaincu et démasqué pour être Triple H. Lui et Stephanie ont utilisé le costume pour gagner la course. Stephanie a principalement orchestré le plan parce qu'elle était en colère contre son père pour ne pas l'avoir laissée participer à la course. M. McMahon s'excuse en disant qu'il voulait seulement sa sécurité, mais il permet quand même à la police d'emmener Stephanie et Triple H en prison. Stephanie et Triple H étant disqualifiés, Scooby, Sammy et The Undertaker remportent le prix en espèces par défaut.

## Fiche technique
- Titre : Scooby-Doo et WWE : La Malédiction du pilote fantôme
- Titre original : Scooby-Doo! and WWE: Curse of the Speed Demon
- Réalisateur : Tim Divar
- Scénario : Ernie Altbacker et Matt Wayne
- Montage : Keef Bartkus et Philip Malamuth
- Musique : Robert J. Kral
- Producteur : Brandon Vietti et Alan Burnett
- Société de production : Warner Bros., WWE Studios
- Pays d'origine :  États-Unis
- Langue : Anglais
- Format : Couleur — 35 mm — 1,33:1 — Son : Dolby Digital
- Genre : Animation, action et comédie horrifique
- Durée : 80 minutes
- Dates de sortie :
  -  États-Unis : 23 juillet 2016

## Distribution

### Voix originales
- Frank Welker : Scooby-Doo, Fred Jones
- Grey DeLisle : Daphne Blake
- Matthew Lillard : Sammy Rogers, Shaky Joe
- Kate Micucci : Vera Dinkley
- Michael Coulthard : Michael Cole
- Edwin Carlos Colón : Diego
- Orlando Colón : Fernando
- Mascarita Dorada : El Torito
- Dustin Patrick Runnels : Goldust
- Kofi Sarkodie-Mensah : Kofi Kingston
- C.J. Perry : Lana
- Stephanie McMahon-Levesque : Stephanie McMahon
- Michael Mizanin : The Miz
- Saraya-Jade Bevis : Paige
- Dusty Rhodes : Dusty Rhodes
- Miroslav Barnyashev : Rusev
- Stephen Farrelly : Sheamus
- Cody Rhodes : Stardust
- Paul Michael Lévesque : Triple H
- Mark William Calaway : The Undertaker
- Vince McMahon : Vince McMahon
- Eric Bauza : Big Earl
- Steve Blum : Inferno
- Phil Morris : Walter Qualls

### Voix françaises
- Mathias Kozlowski : Fred Jones
- Éric Missoffe : Sammy Rogers / Scooby-Doo
- Caroline Pascal : Vera Dinkley
- Céline Melloul : Daphne Blake

## Sortie vidéo (France)
Le téléfilm est sorti sur le support DVD en France :
- Scooby-Doo ! & WWE : la malédiction du pilote fantôme (DVD-9 Keep Case) sorti le 10 août 2016 édité par Warner Bros. et distribué par Warner Home Vidéo France. Le ratio écran est en 2.40:1 panoramique 16:9. L'audio est en Français, Anglais et Castillan 5.1 Dolby Digital avec sous-titres en français, castillan et néerlandais. En supplément deux dessins animés vintage de Scooby-Doo et un jeu "Éclatez-vous avec le Monster Truck de Scooby-Doo". La durée du film est de 77 minutes. Il s'agit d'une édition Zone 2 Pal[2].